# غابة عمضان
غابة عمضان تقع في منطقة الباحة بالمملكة العربية السعودية، وتقع شمال محافظة المندق بحوالي 15 كلم بمحاذاة الطريق السياحي بقرية عمضان.

## الموقع
عمضان قرية في دوس في منطقة الباحة، تقع على ارتفاع 1952 متراً فوق مستوى سطح البحر، ويقطنها من 501 إلى 2000 نسمة، وهي ترتبط مع طريق الطائف-أبها-جازان الرئيس بدرب جبلي مستو ومتموج ممهد ببطن واد، طولة 33 كم، والقرية بها مدرسة.

## عن غابة عمضان
غابة عمضان من الغابة التي تتميز بها منطقة الباحة والمنطقة الجنوبية، لكثافة أشجارها وخضرتها، مناخها معتدل طيلة أيام الصيف ولكونها تقع غرب منطقة الباحة.
تمتلك غابة عمضان بمنطقة الباحة طبيعة ساحرة وبساطا أخضر تكتسي به جبال المندق على مساحة تقدر بنحو 2 كم مربع.
وتقع الغابة تحديداً بشمال محافظة المندق، وتتميز بكثافة غطائها النباتي، إذ تغطيها النباتات والشجر الكثيف، وتكثر بها أشجار العرعر، والطلح، والزيتون البري.
كما تتميز بإنتاج كبير من فواكه الصيف، وغزارة الأمطار طوال العام، بالإضافة لاحتوائها على مجاري مياه تغب بالمياه طوال العام، لذلك فهي تعد من المتنزهات ذات الطبيعة البكر والجاذبة.
تعد غابة عمضان من الغابات الطبيعية البكر والبعيدة عن العمران وتتميز بأشجار الزيتون والعرعر والنباتات واالعشاب الخضراء.